# Nordisk klipptuss
Nordisk klipptuss (Cynodontium suecicum) är en bladmossart som beskrevs av Ingebrigt Severin Hagen 1899. Nordisk klipptuss ingår i släktet klipptussar, och familjen Dicranaceae. Enligt den finländska rödlistan är arten nära hotad i Finland. Arten är reproducerande i Sverige. Artens livsmiljö är andra skuggiga klippor. Inga underarter finns listade i Catalogue of Life.